# Jeruty
Jeruty (niem. Groß Jerutten) – wieś w Polsce położona w województwie warmińsko-mazurskim, w powiecie szczycieńskim, w gminie Świętajno
Wieś znajduje się około kilometra od szosy Szczytno – Rozogi oraz linii kolejowej Szczytno-Pisz, na której w pobliży wsi jest przystanek kolejowy Jeruty, choć znajduje się na terenie należącym do wsi Olszyny.
W latach 1954–1957 wieś należała i była siedzibą władz gromady Jeruty, po jej zniesieniu w gromadzie Olszyny. W latach 1975–1998 miejscowość administracyjnie należała do województwa olsztyńskiego.
Wieś mazurska o pierwotnym ulicowym układzie i zwartej zabudowie. Znajduje się tam szkoła, która w 2003 roku miała 100 lat.

## Historia
Jeruty założone zostały w 1703 r. pośród terenów bagiennych. Wcześniej istniała tu krzyżacka stanica myśliwska. Mieszkańcy trudnili się także produkcja "kurpi" – chodaków z łyka.
Wieś założona w ramach osadnictwa szkatułowego w 1706 r. W miejsce starej szkoły, która spłonęła w 1914, wybudowano w 1920 r. nową, murowaną. Zachowało się jeszcze kilka drewnianych domów z końca XIX w. oraz murowanych domów z początku XX w.
W Jerutach posługę duszpasterską niósł pastor Fr. H. Claudius (1832-1901), wydawca pisma "Nowe Ewangelickie Głosy" (pismo wydawane dla Mazurów w latach 1883-1887). W latach 1932–1939 w Jerutach funkcjonowała polska szkoła, a nauczycielem był K. Sikora (w czasie drugiej wojny światowej zesłany został przez władze hitlerowskie do obozu koncentracyjnego).